# Papp Ferenc (nyelvész)
Papp Ferenc (Budapest, 1930. szeptember 19. – Budapest, 2001. április 5.) nyelvész, szlavista, a nyelvtudomány doktora, a Magyar Tudományos Akadémia rendes tagja. Az alkalmazott nyelvészet, a leíró alaktan és a lexikológia kimagasló magyarországi alakja, a számítógépes nyelvstatisztikai vizsgálatok hazai elindítója volt. Három évtizeden keresztül, 1955-től 1985-ig volt a debreceni Kossuth Lajos Tudományegyetemen a szlavisztika tanszékvezető egyetemi tanára.

## Életútja
1948 és 1951 között Eötvös-kollégistaként a budapesti tudományegyetemen működő orosz nyelvi intézetben végezte egyetemi tanulmányait. Tanárai között volt Gyergyai Albert, Kniezsa István, Gáldi László, Hadrovics László és Tamás Lajos. 1953-tól az immár Lenin Intézet néven önállósult russzisztikai iskola tanársegéde, 1953–1956-ban a Magyar Tudományos Akadémia aspiránsa volt. 1955-től a debreceni Kossuth Lajos Tudományegyetem orosz nyelvészeti intézetében oktatott mint tanszékvezető adjunktus, 1956-os kandidátusi védését követően mint docens. 1971-ben rövid ideig vendégtanár volt Szapporóban (Japán). 1973-ban megvédte doktori értekezését, és ugyanettől az évtől 1985-ig a debreceni orosz és szláv nyelvi tanszéket irányította tanszékvezető egyetemi tanárként. 1982-től 1985-ig ezzel párhuzamosan a budapesti Marx Károly Közgazdaságtudományi Egyetem nyelvészeti intézetét vezette. Debrecent végleg elhagyva 1985-től 1988-ig a budapesti Eötvös Loránd Tudományegyetem általános és alkalmazott nyelvészeti tanszékének tanszékvezető egyetemi tanára volt, ezzel párhuzamosan és ezt követően 2000-es nyugdíjazásáig az MTA Nyelvtudományi Intézetének kutatóprofesszoraként, illetve tanácsadójaként tevékenykedett.

## Munkássága
A számítógépes nyelvészeti kutatás, a kvantitatív nyelvstatisztika – korabeli szóhasználattal a matematikai nyelvészet – magyarországi megalapozója volt, de világviszonylatban is az elsők között végezte el egy természetes nyelv számítógépes vizsgálatát. E forradalmian korszerű módszert alapvetően lexikológiai és alaktani kutatások szolgálatába állította. A magyar szókincs, nevezetesen az 58 ezer címszavas A magyar nyelv értelmező szótára (ÉrtSz.) számítógépes elemzésének egyik eredményeként állította össze 1969-ben világszerte egyedülálló vállalkozását, A magyar nyelv szóvégmutató szótárát, amely a magyar szavakat fordított betűsoruk rendjében adja közre (az a névelőtől az ajakrúzsig [zs-ú-r-k-a-j-a]), jelölve azok szófaji és alaktani jellemzőit. Az ÉrtSz. főnévanyagának (31 000 szó) elemzésével jelentősen hozzájárult a tövek és tőtípusok osztályozásához, a névszóragozás, a hangrendi illeszkedés paradigmatikus szabályainak lefektetéséhez. Az 1980-as évektől, az MTA Nyelvtudományi Intézetének munkatársaként A magyar nyelv nagyszótára számítógépes adatbázisának kiépítésével foglalkozott (a szótárfolyam kiadása végül 2006-ban indult meg).
A számítógépes nyelvvizsgálat lehetőségeit nem szűkítette le pusztán a lexikológiára vagy az alaktani kutatásokra. Különböző korpuszok kapcsán ugyanezzel a módszerrel vizsgált etimológiai, hangtani, nyelv- és hangtörténeti kérdéseket, Ady Endre műveinek feldolgozásával újszerű értelmezését adta a költői nyelv és stílus problémakörének, az orosz és a magyar nyelv összehasonlító kontrasztív vizsgálatával pedig nyelvpedagógiai következtetéseket vont le. Korát megelőzve tanulmányozta az 1970-es évektől a gépi fordítás, a számítógépes nyelvoktatás elméleti és gyakorlati lehetőségeit, valamint a mindennapi nyelvhasználat, a gyermeknyelv pragmatikai kérdéseit, az intonáció és a gesztus szerepét a beszédhelyzetekben.
Ugyancsak úttörő jelentőségűek az orosz nagyszótár gépi vizsgálatán alapuló, az orosz nyelv alaktanára, szinkrón leírására törekvő vizsgálatai. 1956-os kandidátusi értekezését az orosz irodalmi nyelv jelzős szerkezeteinek morfológiájáról írta. Munkásságának további jelentős vonulatai közé tartozott az orosz–magyar filológiai kapcsolatok 18. századi története, Lomonoszov életének és nyelvészeti munkásságának, magyarországi kapcsolódási pontjainak feltárása. Társszerzőként jegyzi a legjobb leíró orosz nyelvtanok között számon tartott tankönyvet (Курс современного русского языка, 1968).
Három évtizeden keresztül irányította a debreceni egyetemen folyó russzisztikai képzést, tanítványai közül több jeles szlavista került ki. Nevéhez fűződik az országos russzisztikai konferenciasorozat elindítása (1975). Könyvei mellett megjelent tanulmányai, szakcikkei száma meghaladja a kétszázat. 1986 után a Studia Slavica főszerkesztője volt.

### Társasági tagságai és elismerései

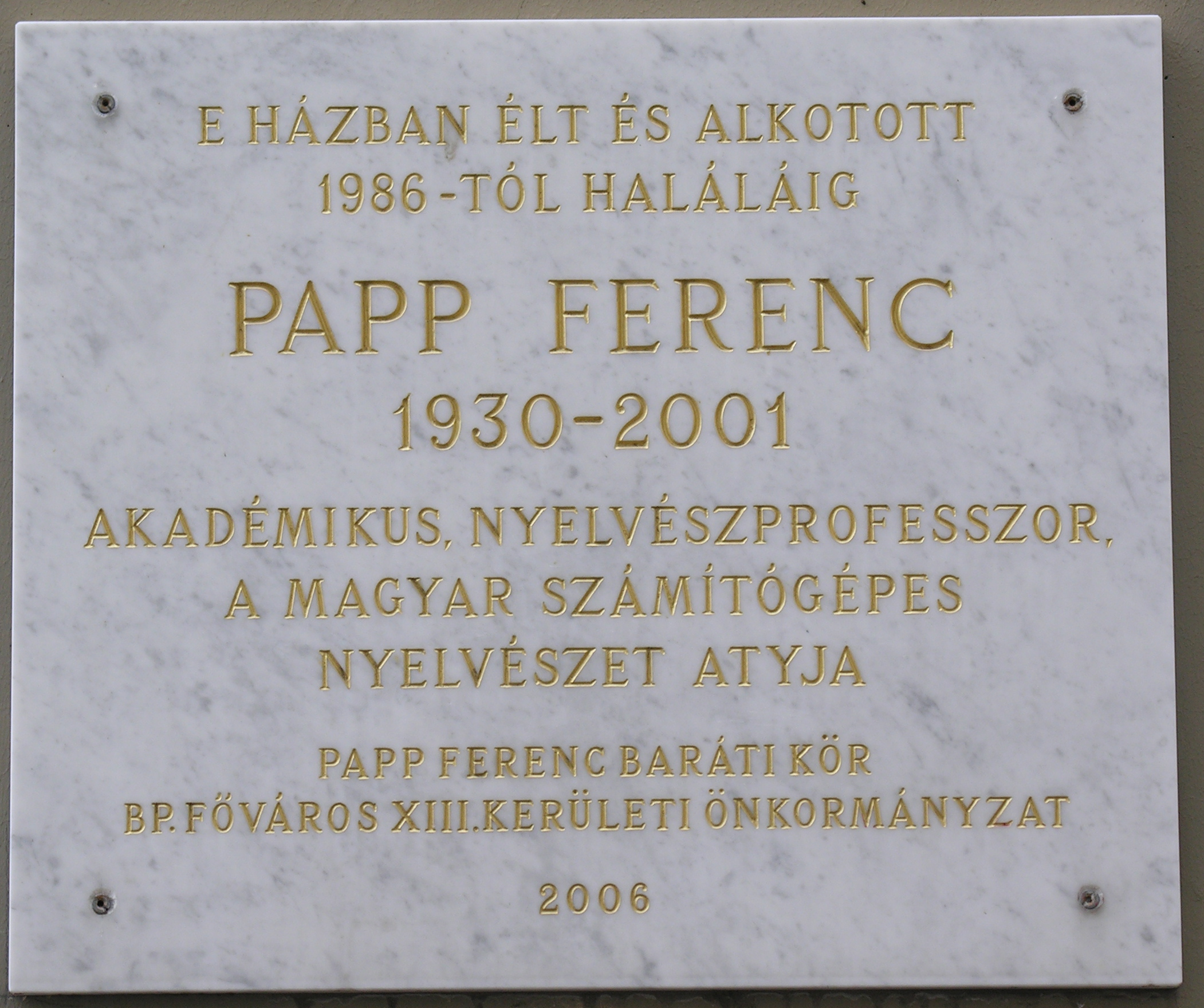
Papp Ferenc budapesti emléktáblája lakóháza falán (13. ker., Gogol u. 27.)

1976-ban a Magyar Tudományos Akadémia levelező, 1985-ben rendes tagjává választották, részt vett az MTA nyelvtudományi bizottságának munkájában, több éven át elnökként irányította az alkalmazott nyelvészeti munkabizottság tevékenységét. Elnöke volt a Neumann János Számítógép-tudományi Társaság egyik szakosztályának.
1994-ben a debreceni Kossuth Lajos Egyetem díszdoktorává avatták.

### Főbb művei
- Mai orosz nyelv I–II. Budapest: ELTE. 1958.   (Többekkel)
- Курс современного русского языка. Budapest: Tankönyvkiadó. 1968.   (Bolla Kálmánnal és Páll Ernával)
- Tanár úr, készült? Tanárok és diákok vallomása az iskoláról; vál., szerk. Balázs Mihály, Papp Ferenc, bev. Németh László. Budapest: Móra. 1968.
- A magyar nyelv szóvégmutató szótára. Budapest: Akadémiai. 1969.
- Ady Endre összes költői műveinek fonémastatisztikája. Budapest: Akadémiai. 1974.   (Jékel Pállal)
- A magyar főnév paradigmatikus rendszere: Leírás és automatikus szintézis. Budapest: Akadémiai. 1975.
- Papers in computational linguistics; szerk. Papp Ferenc, Szépe György. Budapest–The Hague–Paris: Akadémiai–Mouton. 1976.
- Könyv az orosz nyelvről. Budapest: Gondolat. 1979.
- Lomonoszov, Kalmár György és a csúdok. Budapest: Magyar Nyelvtudományi Társaság. 1980 (A Magyar Nyelvtudományi Társaság kiadványai).
- Számítógép és nyelvoktatás I. 1982. X. 22-23., Győr; szerk. Papp Ferenc. Veszprém: MTA VEAB. 1983.
- Contrastive studies Hungarian-Russian; szerk. Papp Ferenc. . Budapest: Akadémiai. 1984 (Studia comparationis linguae Hungaricae).
- Nyelvoktatás és kreativitás; szerk. Papp Ferenc. Budapest: MKKE Nyelvi Intézet. 1985.
- A kultúra, a gazdaság és az idegennyelv-oktatás összefüggésének időszerű kérdései; szerk. Papp Ferenc. Budapest: MKKE Nyelvi Intézet. 1985.
- Alkalmazott nyelvtudomány. Akadémiai székfoglaló. 1986. május 19. Budapest: Akadémiai. 1989 (Értekezések, emlékezések).
- A debreceni Thészaurusz. Budapest: MTA Nyelvtudományi Intézet. 2000.
- A moszkvai szemantikai iskola; szerk. Papp Ferenc. Budapest: Corvina. 2001 (Egyetemi könyvtár).
- Papp Ferenc olvasókönyv: Papp Ferenc válogatott nyelvészeti tanulmányai. Szerk. Klaudy Kinga. Budapest: Tinta Könyvkiadó. 2006.